# Dominikana na Mistrzostwach Świata w Lekkoatletyce 2019
Dominikana na Mistrzostwach Świata w Lekkoatletyce 2019 – reprezentacja Dominikany podczas mistrzostw świata w Doha liczyła jedną zawodniczkę i jednego zawodnika.

## Skład reprezentacji

### Mężczyźni
| Zawodnik           | Konkurencja   | Eliminacje | Eliminacje | Półfinał | Półfinał | Finał | Finał   |
| Zawodnik           | Konkurencja   | Wynik      | Pozycja    | Wynik    | Pozycja  | Wynik | Pozycja |
| ------------------ | ------------- | ---------- | ---------- | -------- | -------- | ----- | ------- |
| Yancarlos Martínez | Bieg na 200 m | 20.47      | 25. Q      | 20,28    | 9.       | NQ    | NQ      |

### Kobiety
| Zawodniczka       | Konkurencja   | Eliminacje | Eliminacje | Półfinał | Półfinał | Finał | Finał   |
| Zawodniczka       | Konkurencja   | Wynik      | Pozycja    | Wynik    | Pozycja  | Wynik | Pozycja |
| ----------------- | ------------- | ---------- | ---------- | -------- | -------- | ----- | ------- |
| Marileidy Paulino | Bieg na 200 m | 23.04      | 20. q      | 23.03    | 17.      | NQ    | NQ      |